# بحيرة الياقوت
بحيرة الياقوت هي بحيرة تقع في منطقة جبال الألب الثالوث البرية، في شمال ولاية كاليفورنيا. البحيرة تقع في وادي الجرانيت، حيث يتم تغذيتها بمياه الأمطار الذي يمتد أسفل الجبال المحيطة بها. الياقوت بحيرة تقع إلى الجنوب الغربي من، وحوالي 300 قدم فوق بحيرة الزمرد. سطح البحيرة 5882 قدم فوق مستوى سطح البحر.
يمكن للزوار الوصول إلى البحيرة يالمشي لمسافات.